# Mario Arnone
(Alfonso Cipolla)
Mario Arnone (Novara, 25 marzo 1928 – Caltanissetta, 30 gennaio 2016) è stato un politico italiano.

## Biografia
Mario, figlio di Arturo Leonardo Arnone capitano di cavalleria, nasce a Novara nel 1928 dopo un anno dalla sorella Marisa.
Nel 1935, a sette anni, durante una visita natalizia ai parenti di Caltanissetta, il padre improvvisamente muore per un'occlusione intestinale conseguenza delle gravi ferite di guerra subite anni prima. 
La madre con i due figli a quel punto si stabilirono a Caltanissetta.
Fin da piccolo lo zio paterno Luigi Monaco, illustre studioso e preside del locale liceo classico, lo posse sotto la propria l'ala protettrice poiché vide in lui una notevole e viva intelligenza insieme a notevoli capacità di studio ed apprendimento.
Infatti, Mario Arnone si laureò in medicina a soli 23 anni a pieni voti presso Università degli Studi di Palermo. 
Parallelamente alla sua attività di medico che iniziò, nel 1954 assistendo i minatori della miniera Trabia Tallarita di Riesi, anche la sua attività di attivista  politico.
Ha avuto due figli maschi, Marco e Massimo.
Egli è stato indimenticato consigliere comunale a Palazzo del Carmine. Nel 1971 venne eletto deputato all'Assemblea regionale siciliana nel Partito Socialista Italiano di Unità Proletaria.
Eletto per il Partito Comunista Italiano nel collegio di Palermo è stato durante la VII legislatura, dal 5 luglio 1976 al 19 giugno 1979, componente della XIV Commissione (Igiene e Sanità Pubblica); e dall'8 maggio 1979 al 19 giugno 1979 componente della Commissione Parlamentare per il parere al Governo sulle Norme Delegate Previste dalla Legge Istitutiva del Servizio Sanitario Nazionale.
Rieletto nella VIII legislatura, è stato (fino al 9 giugno 1982) componente della XIV Commissione (Igiene e Sanità Pubblica).
Si dimise nel 1982 dopo la morte di Pio La Torre per consentire a Domenico Bacchi, collaboratore dello stesso, di subentrargli in parlamento.
(Fiorella Falci, Caltanissetta piange Mario Arnone: "Un maestro della politica". 30 gennaio 2016)
Nel 2014 dona alla Società Nissena di Storia Patria di cui era socio, la sua importante biblioteca di oltre 10 000 volumi, comprendente i volumi e gli scritti inediti dello zio Luigi Monaco.